# Sigismund von Götze
Sigismund von Götze (auch Sigmund von Götze; * 1576 in der Mark Brandenburg; † 15. Dezember 1650, Berlin) war Kanzler des Kurfürstentums Brandenburg.

## Leben
Er war der Sohn des braunschweig-lüneburgischen Hofmeisters Friedrich von Götzen (* 1540; † 14. November 1595) und dessen Ehefrau Lucretia von Quitzow († nach 1585).
Sigismund wurde zunächst Page am Hof in Wolfenbüttel bei der Herzogin Magdalena von Braunschweig-Wolfenbüttel. Ab 1595 studierte er an den Universitäten von Frankfurt an der Oder, Leipzig, Jena und Straßburg. Zwischen 1601 und 1603 war Sigismund von Götz an den Universitäten von Paris, Genf und Basel.
Er wurde Hofmeister des Grafen Wolrad von Waldeck und erwarb durch ihn erste staatsmännische Bildung in Frankreich und der Schweiz.
Götze wandte sich dem Calvinismus zu und ging 1607 in kurfürstlich-brandenburgische Dienste, wo die Kanzler Johann von Löben und Friedrich Pruckmann seine Lehrmeister in der Politik wurden.
Im Jahr 1609 wurde Götze von Kurfürsten Johann Sigismund zum Kaiser Rudolf II. nach Prag gesandt, dabei erreichte er, dass Kurbrandenburg in der brennend gewordenen jülichschen Frage bis auf einen gewissen Grad freie Hand gelassen wurde.
Zu Beginn der Regierung von Johann Sigismunds wurde er Mitglied des 1604 begründeten Geheimen Ratskollegiums, eine Stelle, die er mit Ausnahme von 1637 bis 40 bis zu seinem Tode im Jahr 1650 innehatte.
Während des Dreißigjährigen Krieges unter der Regentschaft des Kurfürsten Georg Wilhelm und der Einfälle durch die Dänen und Schweden 1624 bis 1626 spaltete sich der Hof in zwei Parteien; eine kaiserliche und eine schwedische. Götze war mit Pruckmann und Samuel von Winterfeld einer der Hauptvertreter der schwedischen Partei. Dieser Umstand führte zu den ernstesten Zerwürfnissen mit Graf Adam von Schwarzenberg. Eine Intrige Schwarzenbergs gegen Winterfeld und die andren reformierten Geheimräten führte zu einem Hochverratsprozess. Götze wurde zwar freigesprochen, aber Schwarzenberg konnte mit seinem kaiserlich-österreichisch gesinnten Freunden auf drei Jahre die Leitung des Rats übernehmen.
1627 wurde Götze an den Hof Kaiser Ferdinand II. geschickt, um eine Versöhnung mit dem „Winterkönig“ Friedrich V. von der Pfalz zu vermitteln. Die Mission scheiterte.
Wirksamer war sein Auftreten vor dem Reichstag in Regensburg im Jahr 1630. Dort konnte er mit den protestantischen Fürst ein Erstarken des Kaisers verhindern und war auch an der Absetzung Wallensteins als kaiserlicher Generalissimus beteiligt.
Den Schwerpunkt seiner politischen Tätigkeit bilden die Jahre 1630 bis 1634. In dieser Zeit trat der schwedische König Gustav Adolf in den Dreißigjährigen Krieg ein, der alte Kanzler Pruckmann starb 1630 und Götze übernahm die Leitung des Geheimen Rates. Die Erfolge der Schweden ließen den Grafen Schwarzenberg sich auf seine Güter in Clevischen zurückziehen. Allerdings wollten weder die Märkischen Stände noch der Kurfürst sich offen auf die schwedische Seite stellen. So blieb Preußen bei einer Neutralitätspolitik. Mit dem Tod Gustav Adolfs, der schwedischen Niederlage bei Nördlingen und dem Abfall Kursachsens von der schwedischen Seite, geriet auch Götze unter großen politischen Druck.
Mit dem Frieden von Prag erhielt die kaiserliche Partei in Preußen wieder Auftrieb und der Graf Schwarzenberg bestimmte wieder die Richtung. Und noch energischer als früher versuchte er nun, ein Schutz- und Trutzbündnis mit dem Haus Österreich gegen Schweden zu errichten. Die märkischen Stände unterwarfen sich immer widerstandsloser dieser Richtung und so bleibt nur Götze als Opposition. Als ihn die gegen ihn ausgestreuten Verdächtigungen nicht von selbst vom Platze trieben, wurde er 1637 seines Kanzleramtes enthoben und genötigt, sich fern von der Residenz auf seine Hauptmannschaft Gramzow in der Uckermark zurückzuziehen.
Der Regierungsantritt des Kurfürsten Friedrich Wilhelm gaben der Politik erneut eine Wende. Unter den ersten Maßnahmen des Kurfürsten fand sich am 15. Dezember 1640 die Wiederberufung Götze’s auf den Kanzlerposten. Der veränderten Lage angepasst, war jetzt die bewaffneten Neutralität mit einer entschiedenen Neigung nach Schweden hin außenpolitisches Ziel. Dazu kam, dass eine Heirat zwischen der schwedischen Königin Christina, der Tochter Gustav Adolfs und dem Kurfürsten geplant wurde. Die Verhandlungen über die Heirat, wie über den Waffenstillstand mit der Krone fielen daher von selbst Götze zu, der gemeinsam mit Gerhard Romilian von Kalcheim längere Zeit zu diesem Zweck in Stockholm weilte, letztlich aber vergeblich.
Die letzten Jahre seines Lebens verbrachte Götze am Hof des Kurfürsten. Er hatte diesen selbst ausgebildet und ihm lange Jahre treue Dienste geleistet. Götze versah weiter unermüdlich und gewissenhaft die Stelle des Kanzlers. Er konnte es sogar wagen, die Politik des Kurfürsten zu kritisieren. Dieser aber übersah die kleinen Schwächen des Alters über den großen Verdiensten seines treuen Kanzlers, und obgleich er schon längere Zeit mit Plänen zur Reform der Verwaltung beschäftigt war, die auch das Kanzleramt beseitigen sollten, beließ er Götze doch in demselben bis zu seinem Ausscheiden.
So wurde Götze der letzte der brandenburgischen Kanzler im alten Sinne, denn seine nächsten Nachfolger in der Stellung eines leitenden Ministers erscheinen bis zum Schluss des Jahrhunderts in der Gestalt von Ober-Präsidenten aller Kollegien. In dieser seiner Stellung aber reiht er sich ebenbürtig an seine beiden Vorgänger an und bildet einen würdigen Abschluss jener Reihe von Männern, die trotz der herbsten und plötzlichsten Glückswechsel ihr ganzes Sein an die Förderung ihres Vaterlands setzten, so oft ihnen die Gelegenheit geboten wurde, die Leitung der Geschäfte zu übernehmen.

### Familie
Er heiratete 1608 Hedwig von Röbel (1592–1631) die Tochter des Zacharias von Röbel, Das Paar hatte drei Söhne und mehrere Töchter, darunter:
- Zacharias Friedrich († 1682), ab 1660 Oberhofmeister der regierenden Kurfürstin und vom Großen Kurfürsten

⚭ Elisabeth von Saldern († 24. September 1679)
⚭ Eva Sophia von Dewitz († 22. Januar 1691)
- Ilse Elisabeth († 25. November 1645) mecklenburgische Hofmeisterin[3] ⚭ 1598 Christoph von Halberstadt (* 1561; † 19. März 1623)